# Mirwaiz Umar Farooq
Mirwaiz Kashmir Mohammad Umar Farooq (Kashmiri/Urdu: میر واعظ کشمیرڈاکٹر مُحمد عُمر فاروق; Srinagar, 23 marzo 1973) è un politico e religioso indiano, guida spirituale musulmano e leader separatista del Kashmir.
È al vertice del Comitato d'azione Awami, una delle due fazioni principali della All Parties Hurriyat Conference (APHC), la coalizione di base formata da filo pakistani e partiti per l'indipendenza di Jammu e Kashmir.
Nel 1990 è divenuto il 14° Mirwaiz.
Nel 2014 è stato inserito nella lista dei 500 musulmani più influenti (The 500 Most Influential Muslims) dal Royal Islamic Strategic Studies Centre della Giordania.
Nell'agosto 2016 è stato arrestato dal governo indiano con l'accusa di terrorismo.